# Isoperla signata
Isoperla signata és una espècie d'insecte plecòpter pertanyent a la família dels perlòdids.

## Hàbitat
En el seu estadi immadur és aquàtic i viu a l'aigua dolça, mentre que com a adult és terrestre i volador.

## Distribució geogràfica
Es troba a Nord-amèrica: el Canadà (Manitoba, Nova Brunswick, Nova Escòcia i el Quebec) i els Estats Units (Arkansas, Connecticut, Massachusetts, Iowa, Maine, Michigan, Minnesota, Missouri, Nova York, Ohio, Oklahoma, Pennsilvània, Virgínia, Wisconsin i Virgínia Occidental).